# Juha
Juha är ett mansnamn som är vanligast i Finland. Det är en finsk form av Johan eller Johannes. Juha har namnsdag i Finland den 24 juni. Juha är ett gammalt traditionellt förnamn i Finland som har använts i många århundraden, men det var särskilt populärt från runt mitten av 1950-talet till 1980-talet.

## Personer med namnet Juha
- Juha Gröhn (född 1963), verkställande direktör för Atriakoncernen
- Juha Hirvi (född 1960), finländsk sportskytt
- Juha Itkonen (född 1975), finländsk författare och journalist
- Juha Janhunen (född 1952), finländsk filolog
- Juha Kankkunen (född 1959), finländsk rallyförare
- Juha Kere (född 1958) finländsk läkare, specialist i medicinsk genetik
- Juha Korkeaoja (född 1950), finländsk politiker
- Juha Kylmänen (född 1981), finländsk sångare
- Juha Laukkanen (född 1969), finländsk friidrottare
- Juha Leiviskä (född 1936), finländsk arkitekt
- Juha Lind (född 1974), finländsk ishockeyspelare
- Juha Mannerkorpi (1915–1980), finländsk författare
- Juha Manninen (född 1945), finländsk idéhistoriker
- Juha Mieto (född 1949), finländsk skidåkare
- Juha Muje (född 1950), finländsk skådespelare
- Juha Peltola (född 1975), finländsk orienterare
- Juha Pentikäinen (född 1940), finländsk religionsvetare
- Juha Pihkala (född 1942), finländsk biskop
- Juha Pitkämäki (född 1979), finländsk ishockeymålvakt
- Juha Rehula (född 1963), finländsk politiker
- Juha Rihtniemi (1927–1971), finländsk samlingspartistisk politiker
- Juha Riihijärvi (född 1969), finländsk ishockeyspelare
- Juha Siltala (född 1957), finländsk psykohistoriker
- Juha Sipilä (född 1961), finländsk politiker
- Juha Tapio (född 1974), finländsk sångare, låtskrivare, kompositör och gitarrist
- Juha Tiainen (1955–2003), finländsk friidrottare
- Juha Uusitalo (född 1964), finländsk operasångare
- Juha Vainio (1938–1990), finländsk sångtextförfattare, sångare, kompositör
- Juha Valjakkala (1965–2023), finländsk mördare
- Juha Widing (1947–1984), svensk ishockeyspelare
- Juha Väätäinen (född 1944), finländsk långdistanslöpare
- Juha Ylönen (född 1972), finländsk ishockeyspelare